# Carsten Heinichen
Carsten Heinichen (* 1968) ist ein ehemaliger deutscher Basketballspieler. Der 1,86 Meter große Aufbauspieler spielte während seiner Karriere unter anderem für TV Langen und BCJ Hamburg in der Basketball-Bundesliga.

## Laufbahn

### Spieler
Heinichen, der aus der Jugendabteilung der Sportgemeinschaft EK Karlsruhe stammt und in 1980ern auch für den SSC Karlsruhe spielte, wechselte 1990 zum TV Langen, mit dem er 1991 in die Bundesliga aufstieg. Im Spieljahr 1991/92 konnten sich Heinichen und die Langener nicht in der höchsten deutschen Spielklasse halten und stiegen wieder ab. Von 1992 bis 1994 trat er mit den Hessen wieder in der 2. Bundesliga an.
1994/95 spielte er in den Vereinigten Staaten für die Mannschaft der Brigham Young University–Hawaii. Ab 1995 spielte Heinichen für BCJ Hamburg in der zweiten Liga. Obwohl auch Bundesligisten um seine Dienste geworben hatten, entschloss sich Heinichen aus privaten Gründen zum Wechsel nach Hamburg. 1999 gelang der Aufstieg in die Bundesliga. In der Hansestadt fungierte er als Mannschaftskapitän. In der Saison 1999/2000 erzielte er für die Hamburger in 28 Spielen einen Punkteschnitt von 6,6, in der Saison 2000/01 waren es in 16 Einsätzen im Mittel 2,9 Punkte pro Begegnung, ehe er im Februar 2001 zum Zweitligisten SC Rist Wedel wechselte, wo er bis zum Ende der Spielzeit auflief.

### Trainer
Ab 2001 war Heinichen Trainer beim Oberligisten TSV Buxtehude-Neukloster, griff bei der Mannschaft teils auch als Spielertrainer ins Geschehen auf dem Feld ein. Ab 2004 hatte er bei der Halstenbeker TS (2. Regionalliga) das Amt des Spielertrainers inne, welches er bis 2006 ausübte. Zwischen 2013 und 2016 war er als Trainer der Herrenmannschaft der BG Hamburg-West in der 2. Regionalliga tätig. Zudem war er Schulsportbeauftragter des Hamburger Basketball Verbandes. Er verließ Hamburg 2016 und zog nach Süddeutschland, Heinichen wurde an der Gemeinschaftsschule Gebhard in Konstanz als Lehrer tätig.